# Angustalius
Angustalius é um gênero de mariposa pertencente à família Crambidae.